# Onthophagus popovi
Onthophagus popovi är en skalbaggsart som beskrevs av Kabakov 1983. Onthophagus popovi ingår i släktet Onthophagus och familjen bladhorningar. Inga underarter finns listade i Catalogue of Life.